# Манучар Маркоішвілі
Манучар Маркоішвілі (нар. 17 листопада  1986, Тбілісі, Грузія) — грузинський професійний баскетболіст, грав на позиції атакуючого захисника, та легкого форварда.

## Кар'єра

### Клубна
Маркоішвілі почав займатися баскетболом досить рано і став професійним гравцем ще до закінчення середньої школи. Батько гравця, Нугзар Маркоішвілі, працює тренером у Тбіліському державному університеті.
Починав кар'єру в грузинській команді «Баско» (Батумі), в якій був наймолодшим гравцем. Відігравши два сезони в Грузії, Маркоішвілі перейшов у команду чемпіонату Італії Бенеттон. У 2004 році був відданий в оренду німецькому клубу  Міттельдойче, з яким виграв Кубок ФІБА. У цьому ж сезоні перейшов у словенську команду «Олімпія» (Любляна).
У 2007 році подавав заявку для участі в драфті НБА, однак не був обраний. У сезоні 2007 приєднався до БК «Київ». Сезоні 2008-2009 став MVP Суперліги в кінці сезону покинув команду.
У сезонах 2009-2013 знову виступав в Італії за «Канту».
У сезоні 2013/14 виступав за турецький «Галатасарай», проте пропустив значну частину сезону через травму. Вибув з ладу як мінімум на 3 місяці, повернувся в його завершальній частині та взяв участь у 10 матчах Євроліги (7,9 очка, 2,5 підбирання, 1,6 передачі, 1,0 перехоплення за 25,6 хвилини) та 20 матчах чемпіонату Туреччини (9,1 очка, 2,0 підбирання, 0,9 передачі, 0,9 перехоплення за 24,1 хвилини).
У 2014 році підписав дворічну угоду з московським ЦСКА на правах вільного агента. В кінці сезону 2014-2015 ЦСКА та Маркоішвілі розірвали контракт.
У 2019 році Маркоішвілі вирішив завершити ігрову кар'єру.

### Збірна
Манучар Маркоішвілі був гравцем національної збірної Грузії, в складі якої виступав на Євробаскеті в 2011, 2013 та 2015 роках.

### Тренерська
Після завершення кар'єри гравця Маркоішвілі працював асистентом тренера в національній збірній Грузії в сезоні 2019-2020. 
Після цього став головним тренером клубу «Тітебі», де провів сезон 2020-2021 і завершив чемпіонат на 7 місці.
З 2021 року Маркоішвілі працює асистентом тренера в французькому «Монако».

## Досягнення

### Європа
- Переможець Єврокубку ФІБА: 2004.

### Грузія
- Чемпіон Грузії (2): 2000/2001,2001/2002.

### Італія
- Чемпіон Італії: 2002/2003.

- Переможець Кубка Італії:  2002/2003.

- Переможець Суперкубка Італії: 2012.

### Словенія
- Чемпіон Словенії (2): 2004/2005,2005/2006.

- Переможець Кубка Словенії (2): 2004/2005, 2005/2006.

### Україна
- Срібний призер чемпіонату України: 2007-2008.

- Володар Кубка України: 2007.

- Призер Кубка України: 2008.

### Туреччина
- Чемпіон Туреччини : 2012/2013.

### Росія
- Чемпіон Єдиної ліги ВТБ : 2014/2015.

- Чемпіон Росії : 2014/2015.